# Lothar Matthäus
Lothar Herbert Matthäus (ur. 21 marca 1961 w Erlangen) – niemiecki piłkarz, występujący na pozycji środkowego obrońcy lub defensywnego pomocnika, trener piłkarski.
Uważany jest za jednego z najlepszych pomocników w historii piłki nożnej. Jako piłkarz dwa razy wystąpił w finale mistrzostw świata (1986 i 1990), a ogólnie na tej imprezie – jako jeden z ośmiu zawodników w historii (obok Antonia Carbajala, Rafaela Márqueza, Lionela Messiego, Cristiano Ronaldo, Gianluigi Buffona, Guillermo Ochoa oraz Andrésa Guardado) – zagrał pięciokrotnie (1982, 1986, 1990, 1994 i 1998). Łącznie w mistrzostwach świata zaliczył dwadzieścia pięć meczów, co także  było rekordem. Ponadto jest współrekordzistą pod względem liczby występów w mistrzostwach Europy (cztery turnieje) oraz samodzielnym liderem pod względem meczów w barwach reprezentacji Niemiec (150).

## Kariera piłkarska

### Kariera klubowa
Jest wychowankiem małego klubu FC Herzogenaurach z Bawarii, jednak już w wieku osiemnastu lat przeniósł się do znacznie bardziej utytułowanej Borussii Mönchengladbach. Już rok później – jako gracz pierwszej jedenastki – dotarł z nią do finału Pucharu UEFA, w którym Borussia przegrała w dwumeczu (3:2 i 0:1) z Eintrachtem Frankfurt. W zespole, prowadzonym wówczas przez młodego szkoleniowca, 35-letniego Juppa Heynckesa, grali m.in. Winfried Schäfer, Karl Del’Haye i kapitan Christian Kulik. W kolejnych latach zespół nie powtórzył tego osiągnięcia, a słabe występy w Bundeslidze (miejsca w środku tabeli) sprawiły, że Matthäus coraz bardziej zaczął się interesować zmianą otoczenia. W 1984 roku, po tym, jak Borussia osiągnęła dobre wyniki na koniec sezonu (III miejsce w lidze i finał Pucharu Niemiec), a zawodnik wystąpił na nieudanych Euro 1984, z propozycją transferu wystąpił Bayern Monachium.
Czteroletni okres, spędzony w Monachium, obfitował w trzy tytuły mistrza kraju oraz przegrany finał Pucharu Mistrzów. W maju 1987 roku Bayern, z Matthäusem w składzie, uległ 1:2 FC Porto. Partnerami Matthäusa, kapitana zespołu, byli wtedy m.in. Jean-Marie Pfaff, Andreas Brehme i Karl-Heinz Rummenigge, a na ławce szkoleniowej siedział Udo Lattek. Puchar Mistrzów jest jednym z nielicznych trofeów, jakie nie znalazły się w kolekcji Niemca. Drugi raz w finale tej imprezy wystąpił w 1999 roku, w wieku 38 lat. Tym razem Bayern również przegrał 1:2 (z Manchesterem United), chociaż do 91 minuty prowadził 1:0. Kiedy w ostatnich sekundach meczu padały zwycięskie bramki, Matthäusa nie było już na boisku. W czasie drugiej przygody z Bayernem (w latach 1992–2000) udało mu się za to wywalczyć Puchar UEFA: w maju 1996 roku po zwycięstwie w dwumeczu z Girondins Bordeaux (2:0 i 3:1). Matthäus, tak jak dziewięć lat wcześniej, był kapitanem zespołu, a trenerem zaś Franz Beckenbauer, nazywany przez niego przyjacielem i mistrzem. W tym okresie do kolekcji trofeów dołożył także cztery tytuły mistrza Niemiec.
W międzyczasie, czyli w latach 1988–1992, występował w Interze Mediolan, zdobywając z nim mistrzostwo i Superpuchar Włoch oraz Puchar UEFA. Jako zawodnik Interu został wybrany na najlepszego piłkarza Europy i najlepszego sportowca świata (1991), a także najlepszego piłkarza świata (1990). W zespole, trenowanym przez Giovanniego Trapattoniego, był częścią tzw. niemieckiego tercetu, który – oprócz niego – tworzyli Jürgen Klinsmann i Andreas Brehme.
Piłkarską karierę zakończył w 2000 roku, w barwach amerykańskiego MetroStars.

### Kariera reprezentacyjna

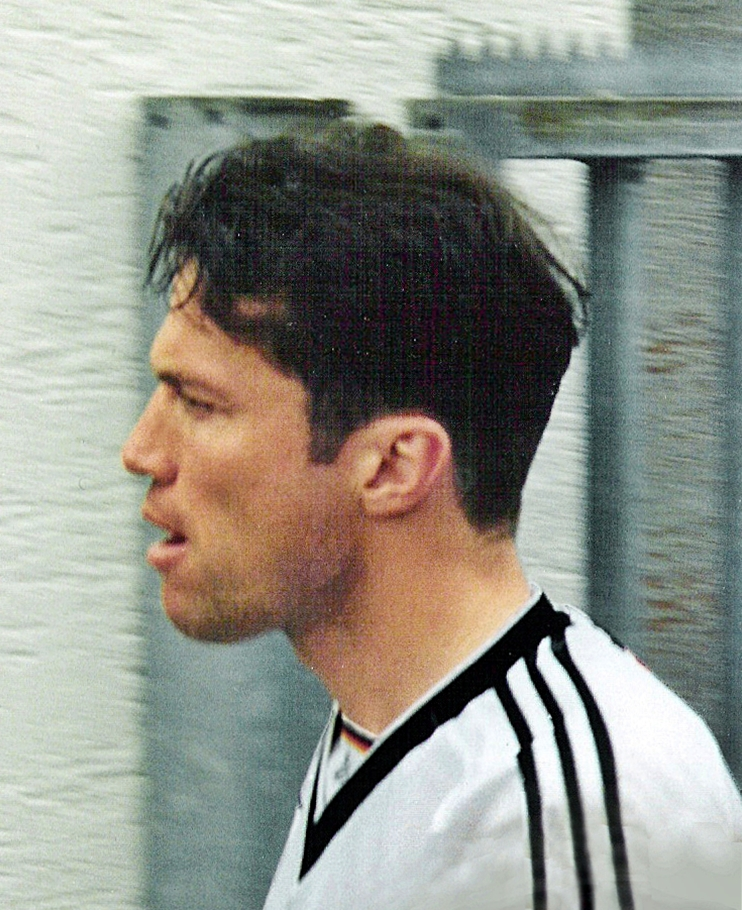
Matthäus jako reprezentant Niemiec, 2000

Dziewiętnastoletni Matthäus został powołany przez Juppa Derwalla do kadry na Euro 1980. Na tej imprezie rozegrał swój pierwszy mecz w reprezentacji Niemiec: 14 czerwca w zwycięskim 3:2 spotkaniu grupowym z Holandią w 75 minucie zmienił na boisku Bernarda Dietza. Chociaż w kolejnych spotkaniach już nie wystąpił, to mógł świętować sukces drużyny, która po raz drugi w historii zdobyła tytuł mistrza Europy.
Na kolejny występ w kadrze czekał do listopada 1981 roku. W kolejnych miesiącach grał tylko w spotkaniach towarzyskich. Mimo to Derwall powołał go – znowu jako rezerwowego – na następny turniej, Mundial 1982. Matthäus zagrał w dwu grach grupowych: przeciw Chile (4:1) i Austrii (1:0). W obu wchodził z ławki rezerwowych, zmieniając odpowiednio Paula Breitnera i Karla-Heinza Rummenigge. Po raz kolejny mógł jednak cieszyć się z dobrego występu zespołu: Niemcy po porażce w finale z Włochami wywalczyli wicemistrzostwo świata.
Dopiero po tym turnieju awansował do pierwszej jedenastki. Występował w niej aż do 2000 roku, z prawie czteroletnią przerwą między 1995 i 1998 rokiem. Do 1995 roku wywalczył wicemistrzostwo (1986) i mistrzostwo świata (1990), a także brał udział – jako kapitan – w Euro 1988 (półfinał) i Mundialu 1994 (ćwierćfinał). Z udziału w Euro 1992 wyeliminowała go ciężka kontuzja.

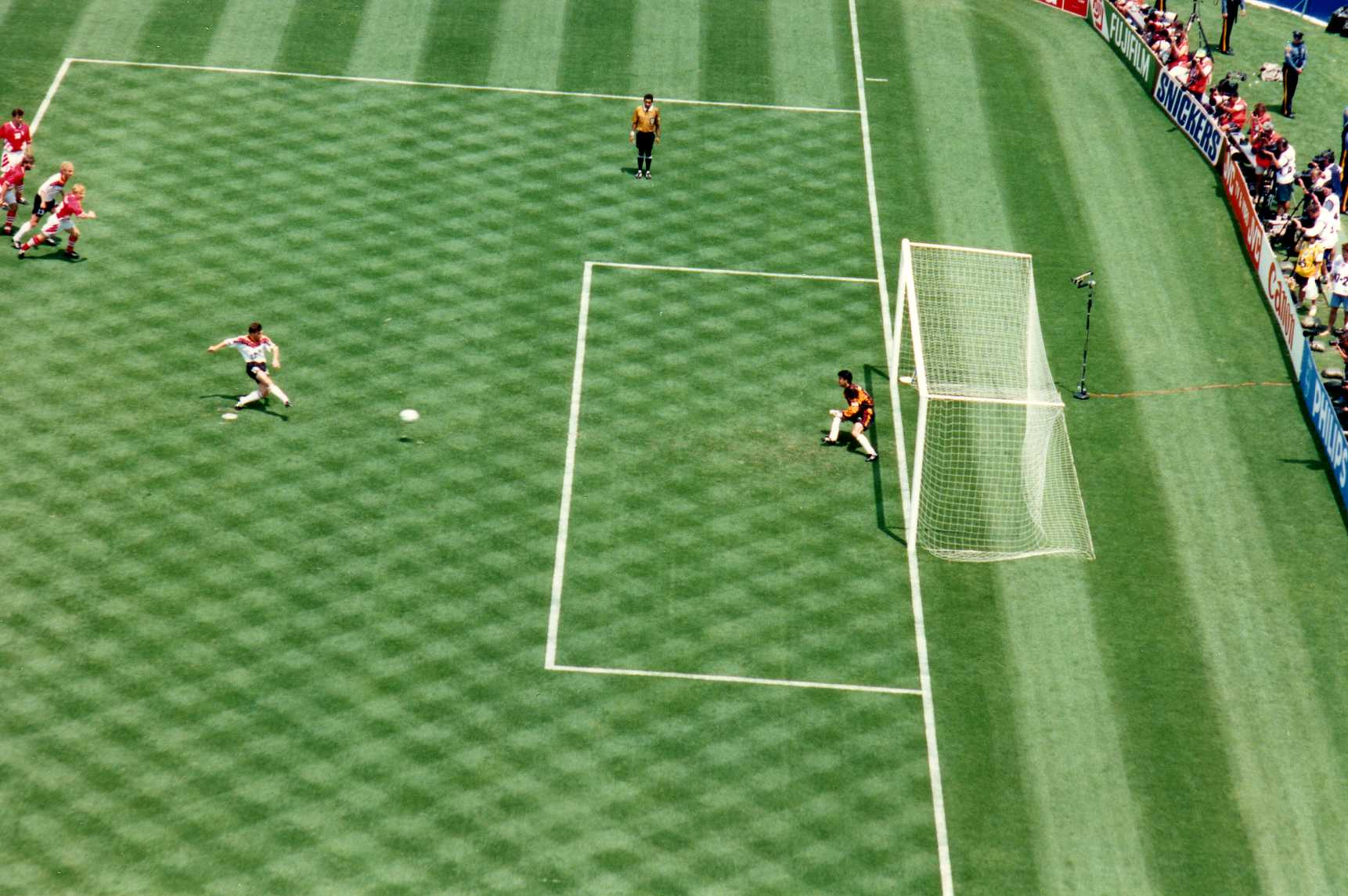
Matthäus strzela gola Borisławowi Michajłowowi z rzutu karnego, mecz Niemcy-Bułgaria, Mundial 1994. Obaj zawodnicy spotkali się szesnaście lat później, kiedy Michajłow, jako prezes BFS, powołał Matthäusa na stanowisko selekcjonera reprezentacji Bułgarii.

Po Mundialu 1994 popadł jednak w konflikt z selekcjonerem Bertim Vogtsem. Według niektórych komentatorów osobą, która przyczyniła się do jego eskalacji był Jürgen Klinsmann, który także nie lubił Matthäusa i już wcześniej doprowadził do odsunięcia go z funkcji kapitana Bayernu Monachium. W efekcie Matthäus przez prawie cztery lata nie otrzymywał powołań do kadry. Ominął go w ten sposób udział w Euro 1996, na którym Niemcy zdobyli mistrzostwo Europy.
Kolejne lata upłynęły pod znakiem powrotów do kadry. Vogts pogodził się z nim i powołał go ponownie w maju 1998 roku po tym, jak urazu doznał dotychczasowy podstawowy libero, Olaf Thon. Miesiąc później 37-letni Matthäus po raz piąty zagrał w mistrzostwach świata. Powrót nie był udany: Niemcy po porażce 0:3 z Chorwacją odpadli już w ćwierćfinale. Jednak, mimo porażki, dla Matthäusa liczyło się to, że pobił rekord występów w mundialach: rozegrał w nich dwadzieścia pięć spotkań i aż do Mundialu 2022 roku był liderem tej klasyfikacji (wyprzedził go Argentyńczyk Lionel Messi, który rozegrał 26 meczów w mistrzostwach świata w latach 2006–2022). Po meczu z Chorwacją po raz kolejny ogłosił zakończenie reprezentacyjnej kariery.
Jednak szybko dał się namówić Erichowi Ribbeckowi i znalazł się w kadrze najpierw na Puchar Konfederacji 1999, a następnie na Euro 2000. W wieku 39 lat wystąpił we wszystkich spotkaniach Niemców na tym ostatnim turnieju, jednak ich gra była jeszcze mniej skuteczna niż na mistrzostwach świata. Podopieczni Ribbecka odpadli już po fazie grupowej, zdobywając zaledwie jeden punkt i jedną bramkę zajmując ostatnie miejsce w swojej grupie. Ich ostatni mecz w tym turnieju był jednocześnie sto pięćdziesiątym (i ostatnim) w kadrze dla Matthäusa. Mimo tego rekordu, zawodnik żałował, że zgodził się na propozycję Ribbecka. Nie tylko dlatego, że Niemcy zagrały słabo, ale także dlatego, że po mistrzostwach został oskarżony o prowokowanie konfliktów w drużynie. Jednak nieoczekiwanie wziął go wtedy w obronę ówczesny kanclerz Niemiec, Gerhard Schröder, który przypomniał, że krytykowany zawodnik dziesięć lat wcześniej był najlepszym piłkarzem świata.

## Kariera szkoleniowa
| „Chciałbym kiedyś objąć posadę selekcjonera reprezentacji Niemiec. Trener nie musi posiadać wiedzy teoretycznej, tylko praktyczną. Przykład Beckenbauera pokazuje, że nie trzeba kończyć żadnej szkoły, by zostać dobrym trenerem”.–Lothar Matthäus |

Po zakończeniu piłkarskiej kariery rozpoczął pracę szkoleniową. W wywiadach podkreślał, że chciałby pracować w niemieckiej Bundeslidze, jednak wobec braku ofert we wrześniu 2001 roku przyjął propozycję ówczesnego wicemistrza Austrii, Rapidu Wiedeń. Na koniec sezonu 2001–2002 zajął z tym klubem dopiero ósme miejsce w tabeli. Działacze Rapidu postanowili więc nie przedłużać z nim kontraktu.
Pół roku później, w grudniu 2002 roku, znalazł zatrudnienie w Partizanie Belgrad, po tym, jak władze tego klubu rozwiązały umowę z jednym z najbardziej zasłużonych dla Partizana trenerów, Ljubišą Tumbakoviciem. Matthäus z zespołem, w którego barwach grali wówczas m.in. doświadczeni reprezentanci Jugosławii (Albert Nađ i Saša Ilić) oraz młodzi Danko Lazović i Igor Duljaj, zdobył pierwszy ważny sukces w swojej trenerskiej karierze: mistrzostwo kraju. Osiągnięcie było tym większe, że drużyna zakończyła sezon z aż dziewiętnastoma punktami przewagi nad drugą w tabeli Crveną zvezdą, z bilansem 29–2–3. Ponadto piłkarz Partizana, Zvonimir Vukić, wywalczył koronę króla strzelców ligi.
Do udanych meczów w lidze, doszły także dobre występy w europejskich pucharach. W sierpniu 2003 roku Partizan pokonał po rzutach karnych Newcastle United i awansował do Ligi Mistrzów. Tu jednak trafił na Real Madryt, Olympique Marsylia oraz – prowadzone przez José Mourinho – FC Porto, które ostatecznie wygrało Puchar Mistrzów. Po nieudanej pierwszej fazie rozgrywek grupowych (porażki z Realem i Olympique), tuż po zakończeniu rundy jesiennej w lidze, 13 grudnia 2003 roku Matthäus ogłosił, że odchodzi z klubu. Jako oficjalny powód podał sprawy osobiste. Kilka tygodni później udzielił wywiadu, w którym oskarżył władze klubu o niewywiązanie się z kontraktu (chodziło o dodatkowe premie finansowe z transferów zawodników), a następnie wytoczył im proces o odszkodowanie.

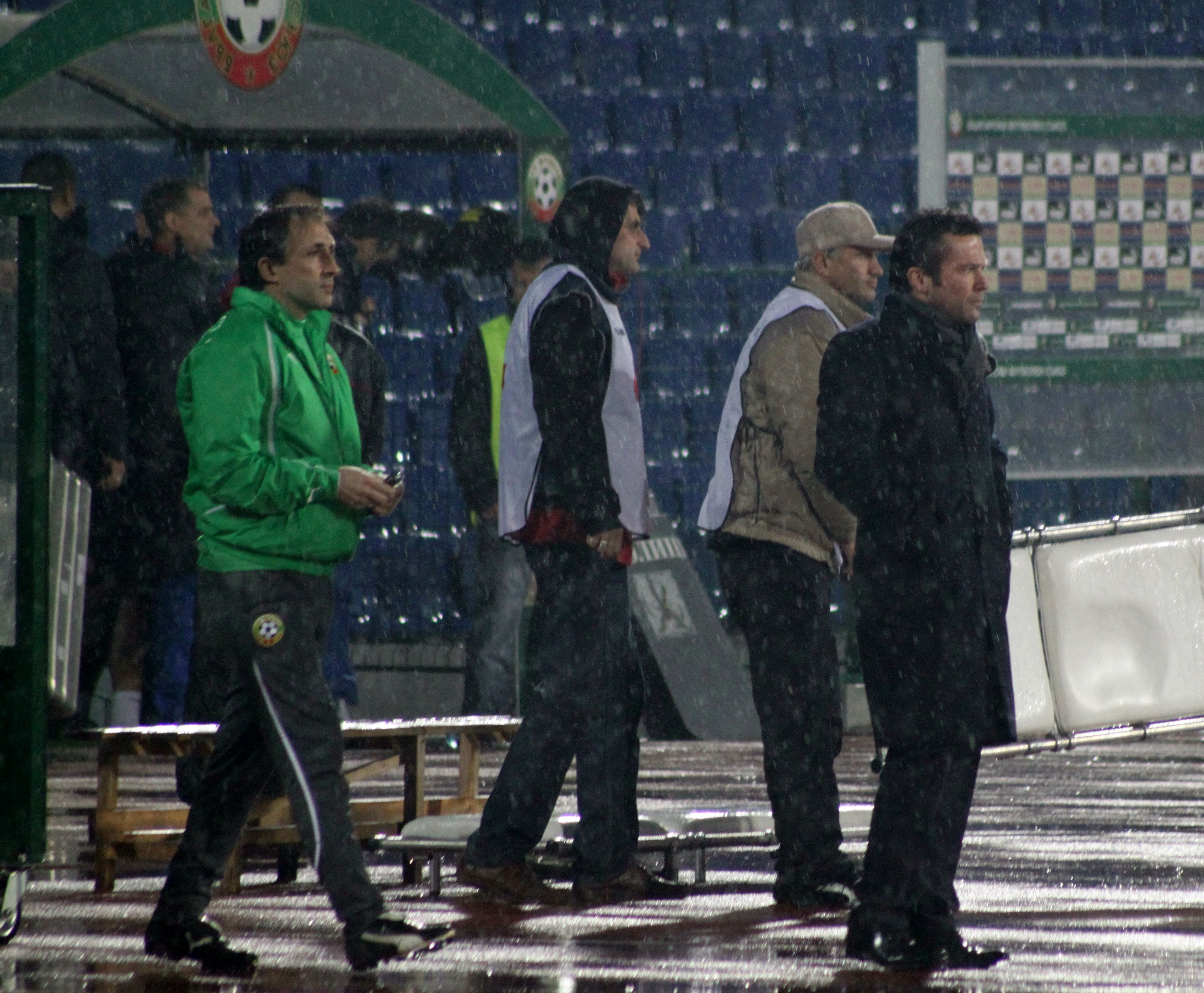
Matthäus jako selekcjoner reprezentacji Bułgarii, 2010

Już dzień po rezygnacji z pracy w Partizanie (14 grudnia 2003), ogłosił, że przyjął ofertę prowadzenia reprezentacji Węgier. Obowiązki objął na początku 2004 roku. Zadaniem Matthäusa był awans z drużyną, zajmującą wówczas 72. pozycję w rankingu FIFA, do Mundialu 2006. Rywalami Węgrów w grupie eliminacyjnej byli m.in. Chorwaci, Szwedzi i Bułgarzy. Jednak z żadnym z najsilniejszych rywali podopieczni Matthäusa nie wygrali, zanotowali jedynie jeden remis z Bułgarią; pokonali tylko najsłabsze w grupie Islandię i Maltę. Ostatecznie eliminacje zakończyli na czwartym miejscu w tabeli, ze stratą aż dziesięciu punktów do Chorwatów i Szwedów, którzy wywalczyli awans, a bilans Matthäusa zamknął się na dwudziestu siedmiu meczach (11–3–14). Jedną z jedenastu wygranych, jakie zanotował zespół pod jego wodzą, było zwycięstwo w meczu towarzyskim z Niemcami 2:0 (6 czerwca 2004, Kaiserslautern). Z reprezentacją Węgier pożegnał się wraz z końcem 2005 roku. Rozstanie z reprezentacją Węgier było podobne do tego z Serbami: trener w listopadzie 2007 roku publicznie oskarżył działaczy o niekompetencję i „eksploatację węgierskiego futbolu”.
Kolejnym przystankiem na szkoleniowej drodze Matthäusa było brazylijskie Athletico Paranaense, z którym jednak rozstał się już po siedmiu meczach (5 zwycięstw i 2 remisy). Trener uzasadniał swoją decyzję tęsknotą za rodziną. Jednak wątpliwości wzbudza sposób odejścia z klubu: Matthäus powiedział działaczom, że musi wyjechać do Europy na cztery dni, jednak nie było go przez dwa tygodnie. O rezygnacji powiadomił swoich przełożonych faksem.
W maju 2006 roku powrócił do Austrii, gdzie w duecie z dyrektorem sportowym Giovannim Trapattonim, swoim dawnym trenerem z Interu Mediolan, przez ponad rok prowadził Red Bull Salzburg. Zespół na koniec sezonu 2006–2007 zdobył pierwsze w historii mistrzostwo kraju, a jego lider, Alexander Zickler, wywalczył koronę króla strzelców. Mimo tych sukcesów, Matthäus – bez podania przyczyny – został w lipcu 2007 roku zdymisjonowany. Jego miejsce zajął Trapattoni.
Kolejny sezon spędził w zespole ówczesnego wicemistrza Izraela, Maccabi Netanja. Na koniec rozgrywek 2008–2009 zespół był czwarty, dzięki czemu zapewnił sobie start w Lidze Europy, a także dotarł do półfinału Pucharu Izraela, jednak działacze już w kwietniu 2009 ogłosili, że nie przedłużą kontraktu z trenerem z powodów finansowych.
| Mecze reprezentacji Bułgarii pod wodzą Lothara Matthäusa (2010–2011) | Mecze reprezentacji Bułgarii pod wodzą Lothara Matthäusa (2010–2011) | Mecze reprezentacji Bułgarii pod wodzą Lothara Matthäusa (2010–2011) | Mecze reprezentacji Bułgarii pod wodzą Lothara Matthäusa (2010–2011) | Mecze reprezentacji Bułgarii pod wodzą Lothara Matthäusa (2010–2011) | Mecze reprezentacji Bułgarii pod wodzą Lothara Matthäusa (2010–2011) | Mecze reprezentacji Bułgarii pod wodzą Lothara Matthäusa (2010–2011) |
| Data                                                                 | Przeciwnik                                                           | Z-R-P                                                                | Wynik                                                                | Stadion                                                              | Rozgrywki                                                            |                                                                      |
| 2010                                                                 | 2010                                                                 | 2010                                                                 | 2010                                                                 | 2010                                                                 | 2010                                                                 | 2010                                                                 |
| -------------------------------------------------------------------- | -------------------------------------------------------------------- | -------------------------------------------------------------------- | -------------------------------------------------------------------- | -------------------------------------------------------------------- | -------------------------------------------------------------------- | -------------------------------------------------------------------- |
| 8 października 2010                                                  | Walia                                                                | Z                                                                    | 1–0                                                                  | Cardiff City Stadium, Cardiff                                        | El. do Euro 2012                                                     |                                                                      |
| 12 października 2010                                                 | Arabia Saud.                                                         | Z                                                                    | 2–0                                                                  | Stadion Ali Sami Yen, Stambuł (Turcja)                               | Mecz towarzyski                                                      |                                                                      |
| 17 listopada 2010                                                    | Serbia                                                               | P                                                                    | 0–1                                                                  | Stadion Narodowy im. Wasyla Lewskiego, Sofia                         | Mecz towarzyski                                                      |                                                                      |
| 2011                                                                 |                                                                      |                                                                      |                                                                      |                                                                      |                                                                      |                                                                      |
| 9 lutego 2011                                                        | Estonia                                                              | R                                                                    | 2–2                                                                  | Stadion im. Kemala Atatürka, Antalya (Turcja)                        | Mecz towarzyski                                                      |                                                                      |
| 26 marca 2011                                                        | Szwajcaria                                                           | R                                                                    | 0–0                                                                  | Stadion Narodowy im. Wasyla Lewskiego, Sofia                         | El. do Euro 2012                                                     |                                                                      |
| 29 marca 2011                                                        | Cypr                                                                 | Z                                                                    | 1–0                                                                  | Stadion im. Antonisa Papadopoulosa, Larnaka                          | Mecz towarzyski                                                      |                                                                      |
| 31 maja 2011                                                         | Korsyka                                                              | P                                                                    | 0–1                                                                  | Stade François Coty, Ajaccio                                         | Mecz towarzyski (nieofic)                                            |                                                                      |
| 4 czerwca 2011                                                       | Czarnogóra                                                           | R                                                                    | 1–1                                                                  | Stadion Pod Goricom, Podgorica                                       | El. do Euro 2012                                                     |                                                                      |
| 10 sierpnia 2011                                                     | Białoruś                                                             | P                                                                    | 0–1                                                                  | Stadion Dynama Mińsk, Mińsk                                          | Mecz towarzyski                                                      |                                                                      |
| 2 września 2011                                                      | Anglia                                                               | P                                                                    | 0–3                                                                  | Stadion Narodowy im. Wasyla Lewskiego, Sofia                         | El. do Euro 2012                                                     |                                                                      |
| 6 września 2011                                                      | Szwajcaria                                                           | P                                                                    | 1–3                                                                  | St. Jakob-Park, Bazylea                                              | El. do Euro 2012                                                     |                                                                      |

21 września 2010 zastąpił Stanimira Stoiłowa i został pierwszym od 1966 roku zagranicznym selekcjonerem reprezentacji Bułgarii. Jego zadaniem był awans do Euro 2012, o który Bułgarzy rywalizowali m.in. z Anglią, Szwajcarią i Czarnogórą. Niemiec poprowadził Bułgarów w pięciu meczach eliminacyjnych, z których wygrał tylko jeden (z Walią). Pozostałe zremisował (ze Szwajcarią i Czarnogórą) i przegrał (rewanż ze Szwajcarią i Anglią). Bilansu nie poprawiły gry towarzyskie, w których zanotował m.in. remis z Estonią i porażki z Serbią i Białorusią. Słabe wyniki oraz zła atmosfera w kadrze (Matthäus był skonfliktowany z kilkoma starszymi graczami) sprawiły, że 19 września 2011 został zwolniony ze swojego stanowiska. Bułgarom pozostało wprawdzie jeszcze jedno spotkanie kwalifikacyjne, ale i tak już stracili szansę na awans.
Niedługo po rozstaniu z kadrą, nazwisko Matthäusa pojawiło się w kontekście kandydata na nowego trenera Hamburger SV. Sam Niemiec przyznał, że chciałby zostać na Bałkanach i zaoferował swoje usługi dwóm czołowym klubom z Bułgarii: Lewskiemu Sofia i Liteksowi Łowecz, a także chorwackiemu Hajdukowi Split.

## Praca dziennikarska
Przed rozpoczęciem pracy szkoleniowej oraz w tej trakcie był w latach 2001–2009 felietonistą sportowym niemieckiego magazynu sportowego Sport Bild. Ponadto – jako ekspert – komentował dla telewizji Premiere mecze Mundiali 2002 i 2006; dla telewizji ZDF – Euro 2004, dla Eurosportu – Euro 2008, a dla arabskiej Al-Dżaziry – Mundial 2010.

## Życie prywatne
Był pięciokrotnie żonaty. W latach 1981–1992 był żonaty z Silvią, z którą ma dwie córki: Alisę (ur. 1986) i Violę (ur. 1988).
W 1994 roku poślubił szwajcarską modelkę i prezenterkę telewizyjną, Lolitę Morenę, z którą ma syna, Lorisa (ur. 1992). Małżeństwo zakończyło się pięć lat później (1999), po tym, jak Matthäus zostawił żonę dla młodszej o szesnaście lat, Maren Müller-Wohlfahrt, która była córką klubowego lekarza Bayernu Monachium. Jednak para nie wzięła ślubu. Kilka lat później ogłosiła rozstanie.
27 listopada 2003 ożenił się po raz trzeci z serbską celebrytką, Marijaną Kostić, którą poznał w okresie pracy w Partizanie Belgrad. Jednak już cztery lata później wszczęto procedurę rozwodową, która zakończyła się w styczniu 2009.
W grudniu 2008 47-letni wtedy piłkarz poznał w Las Vegas ukraińską modelkę, 21-letnią Kristinę Lilianę Chudinową. Pobrali się 1 stycznia 2009. Jednak 2 lutego 2011 doszło do rozwodu. Zamieszkał w Budapeszcie.
Od maja 2011 do listopada 2012 był związany z urodzoną w Poznaniu modelką Joanną Tuczyńską, z którą pojawił się gościnnie w jednym z odcinków serialu RTL Kobra – oddział specjalny (Alarm für Cobra 11) – pt. Zamówiona, porwana, dostarczona (Bestellt, entführt, geliefert, 2012).
Po raz piąty ożenił się z Anastasią Klimko. Mają syna, Milana (ur. w kwietniu 2014).

## Sukcesy
| Kariera piłkarska - Borussia Mönchengladbach: - finał Pucharu UEFA 1979/1980 - finał Pucharu Niemiec 1984 - Bayern Monachium: - mistrzostwo Niemiec 1985, 1986, 1987, 1994, 1997, 1999 i 2000. - Puchar Niemiec 1986 i 1998, - Puchar Ligi Niemieckiej 1997, 1998, 1999 i 2000, - Superpuchar Niemiec 1997 - Puchar UEFA 1995–1996 - finał Pucharu Europejskich Mistrzów Krajowych 1986–1987 - finał Ligi Mistrzów 1998/1999 - Inter Mediolan: - mistrzostwo Włoch 1989, - Superpuchar Włoch 1989 - Puchar UEFA 1990–1991 - reprezentacja Niemiec: - mistrzostwo świata 1990 - wicemistrzostwo świata 1986 i 1982 - mistrzostwo Europy 1980 - start w Mundialach 1994 (ćwierćfinał) i 1998 (ćwierćfinał) - start w Euro 1988 (półfinał) - Indywidualnie: - Złota Piłka 1990, - Piłkarz roku 1991 FIFA, - Piłkarz roku 1991 według World Soccer, - Piłkarz roku 1990 i 1999 w Niemczech - Człowiek roku w niemieckiej piłce nożnej: 1999 | Kariera szkoleniowa - FK Partizan: - mistrzostwo Jugosławii 2002 - awans do Ligi Mistrzów 2002–2003 - Red Bull Salzburg: - mistrzostwo Austrii 2007 (wspólnie z G.Trapattonim) - Maccabi Netanja: - półfinał Pucharu Izraela 2009 |